# Cataclysme obscurata
Cataclysme obscurata är en fjärilsart som beskrevs av George Duryea Hulst 1896. Cataclysme obscurata ingår i släktet Cataclysme och familjen mätare. Inga underarter finns listade i Catalogue of Life.